# الكنيسة الروسية الأرثوذكسية خارج روسيا
الكنيسة الروسية الأرثوذكسية خارج روسيا (Русская православная церковь заграницей بالإنكليزية: Russian Orthodox Church Outside Russia) تعرف اختصارا بـ (ROCOR)، هي كنيسة أرثوذكسية شرقية انفصلت عن بطريرك موسكو عقب الثورة البلشفية في الاتحاد السوفييتي، لرعاية الروس الأرثوذكس خارج البلاد.

## تأسيسها
في عام 1920 بدأ السوفييت بإظهار العداء الفاضح للكنيسة الروسية الأرثوذكسية، فقام البطريرك تيخون بإصدار مرسوم يسمح للروس الأرثوذكس في الخارج بإدارة وتنظيم شؤونهم الخاصة مستقلين عن كنيستهم الأم في موسكو، إلى أن يحين الوقت الذي يمكن لهم فيه أن يرجعوا تحت سلطة البطريركية مرة أخرى.
فهمت تلك الرسالة على أنها سماح طارئ للأساقفة الروس الأرثوذكس في الخارج بتشكيل سنودس (مجمع كنسي) جديد لمواصلة العمل في الخدمة والرعاية الروحية لأبناء الكنيسة المغتربين والذين كان عددهم يربوا على ثلاثة ملايين شخص، دعم فكرة إنشاء هذا السنودس إعلان الحكومة السوفييتية بأنها لاتعترف إلا بـ (الكنيسة الحية) التابعة لها على أنها حركة إصلاحية شاملة للكنيسة الروسية الأرثوذكسية.
في 13 سبتمبر/أيلول 1922 منح رجال الدين الروس الأرثوذكس في صربيا بركتهم لإنشاء سنودس أساقفة روسيا في الخارج، فكان هذا التاريخ هو تاريخ ميلاد الكنيسة الروسية الأرثوذكسية خارج روسيا. وفي شهر نوفمبر/تشرين الثاني من نفس العام عقدت الكنيسة الروسية الأرثوذكسية في الولايات المتحدة سنودس انتخب لرئاسته الميتروبوليت بلاتون كرئيس لكنيسة روسية مستقلة في الأمريكييتين، والتي تعرف اليوم بالكنيسة الأرثوذكسية في أمريكا.
شهدت تلك الفترة صراعات دارت في الولايات المتحدة بين الكنيسة الروسية في الخارج ومع الكنيسة الحية (المنظمة من قبل الحكومة السوفييتية)، والتي كانت تطالب بأنها تملك الأحقية والشرعية بملكية العقارات الأرثوذكسية في أمريكا.
في عام 1927 صرح مجمع الـ (ROCOR) بأن «الكنيسة الروسية الأرثوذكسية خارج روسيا هي فرع وجزء لا يتجزأ من الكنيسة الروسية العظيمة، فهي لن تفصل نفسها عن كنيستها الأم ولا ولن تعتبر نفسها كنيسة مستقلة عنها». واعتبرت كنيسة خارج روسيا -والتي تمركزت في نيويورك- نفسها بأنها ممثلة للروس الأرثوذكس في المهجر وبأنها الصوت الحر للكنيسة الروسية الأم الواقعة تحت سلطة الحكم السوفييتي.

## فترة ما بعد سقوط الاتحاد السوفييتي
عقب انهيار الاتحاد السوفييتي حافظت كنيسة خارج روسيا على استقلاليتها عن بطريركية موسكو، وذلك لحجج عديدة أهمها أن الكنيسة داخل روسيا لا تزال خطرة وتعاني من تبعات الحكم السوفييتي. وذهبت بعض من تلك الحجج بعيدا لتقول بأن الهيكل التنظيمي للكنيسة الروسية بأكمله مخترق ويعج بعملاء الكي جي بي. وخلال السنوات اللاحقة كانت هنالك بعض الاتصالات الإيجابية السرية بين الطرفين، وفي عام 2001 تبادلت بطريركية موسكو وكنيسة خارج روسيا الزيارات الرسمية.
وكانت كنيسة خارج روسيا قد بدأت بعد انهيار الاتحاد السوفييتي بتأسيس عدة رعاية تابعة لها في روسيا والدول الاشتراكية السابقة بلغ عددها المائة يديرها أربعة أساقفة. اثنان منهم خرجوا عن الـ (ROCOR) في أبريل/نيسان 1994 وأسسوا لنفسهم إدارة مستقلة دعوها بالكنيسة الروسية الأرثوذكسية الحرة، ورسموا لها ثلاثة أساقفة جدد. ولكن الأسقفان عادا لكنيسة خارج روسيا في نوفمبر/تشرين الثاني 1994 واعتبرت رسامة الأساقفة الثلاثة الجدد باطلة.

## التقارب مع بطريركية موسكو
في تشرين الثاني/نوفمبر 2003 قام وفد من كنيسة خارج روسيا يتألف من ثلاثة أساقفة وقسيسان بزيارة رسمية لبطريرك موسكو في سبيل تطرية العلاقات بين الطرفين، وفي مايو/أيار 2004 وللمرة الأولى منذ تأسيس سنودس الـ (ROCOR) قام رئيسه الميتروبوليت لاوروس Laurus بزيارة رسمية إلى موسكو التقى فيها بالبطريرك أليكسي. وقام الاثنان بتشكيل لجنة مشتركة لدراسة سبل التغلب على الانقسام بين كنيستيهما. اجتمعت هذه اللجنة عدة مرات وقامت بمهامها المطلوبة بنجاح في عدة مناسبات.
في 21 يونيو/حزيران 2005 أعلنت الكنيستان بأن محادثاتهما تسير على الطريق الصحيح لتطبيع علاقاتهما من جميع النواحي، وبأن كنيسة خارج روسيا سوف تمنح استقلالا ذاتيا في إدارة شؤونها الخاصة. في تاريخ 1 نوفمبر/تشرين الثاني 2006 نشرت الكنيستان النص النهائي لقانون إعادة الوحدة في الكنيسة، وتم التوقيع عليه في تاريخ 17 مايو/أيار من عام 2007 في موسكو العاصمة الروسية.

## حاضر الكنيسة الروسية الأرثوذكسية خارج روسيا
تشتمل الكنيسة الروسية الأرثوذكسية خارج روسيا على 400 رعية والعديد من الأديرة في أكثر من أربعين بلد حول العالم، يخدمها قرابة الستمائة قسيس:
- 133 رعية في  الولايات المتحدة.
- 22 رعية في  كندا.
- 5 رعاية في  المملكة المتحدة.
- 21 رعية في  أستراليا و نيوزيلندا.
- 100 في  روسيا ودول  الاتحاد السوفيتي السابق.

كما يتبعها خمسة أديرة في أمريكا الشمالية، أهمها وأكبرها دير الثالوث الأقدس في جوردانفيللي- نيويورك، والذي يضم أيضا معهد الثالوث الاهوتي الأرثوذكسي.
وبالتعاون مع كنيسة القدس تمتلك الكنيسة عدة إرساليات تعمل في ثلاثة أديرة في فلسطين (أنظر المجمع الروسي).

## وصلات خارجية
- الموقع الرسمي للكنيسة الروسية الأرثوذكسية خارج روسيا